# كرشوني

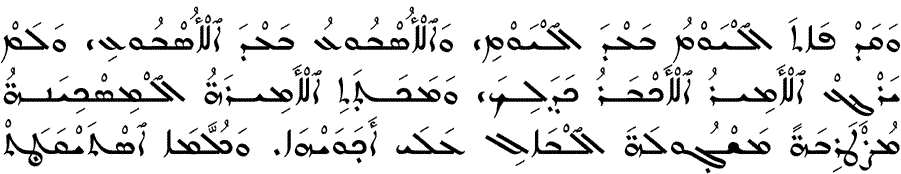
نص كرشوني، يقابله بالعربية : "وَقَدْ فَاتَ ٱلْيَوْمُ بَعْدَ ٱلْيَوْمِ، وَٱلْأُسْبُوعُ بَعْدَ ٱلْأُسْبُوعِ، وَلَمْ يَرْجِعْ ٱلْأَمِيرُ ٱلْأَكْبَرُ كَذَلِكَ، وَمَكَثَتِ ٱلْأَمِيرَةُ ٱلْمِسْكِيَنةُ مُضْطَرِبَةً مَشْغُولَةَ ٱلْبَالِ عَلَى أخَوَيْهَا. وَكُلَّمَا ٱسْتَيْقَظَتْ .. "

الكرشوني (سريانية:ܓܪܫܘܢܝ گرشوني) هي الكتابة العربية بالحروف السريانية، اشتهرت في القرن السابع بعد الميلاد في كتابة المخطوطات العربية حين كان الخط العربي غير منتشر على نطاق واسع. بالرغم من كون أغلب المخطوطات الكرشوني بالعربية غير أن هناك كذلك كتابات كرشونية بالتركية والمالايامية والفارسية والسوغدية. تطور مصطلح كرشوني حاليا بحيث أصبح يطلق كذلك على الكتابة السريانية بحروف عربية ولاتينية.

## وصلات خارجية
- يوسف دريان. أصل لفظة كرشوني.
- الشرح الوحيد للأسرار هو مخطوطة في الكرشونية، التي يعود تاريخها إلى 1740